# Araneus recherchensis
Araneus recherchensis este o specie de păianjeni din genul Araneus, familia Araneidae. A fost descrisă pentru prima dată de Main, 1954.
Este endemică în Western Australia. Conform Catalogue of Life specia Araneus recherchensis nu are subspecii cunoscute.